# Mały Płock
Mały Płock est une gmina rurale du powiat de Kolno, Podlachie, dans le nord-est de la Pologne. Son siège est le village de Mały Płock, qui se situe environ 14 km au sud-est de Kolno et 80 km à l'ouest de la capitale régionale Białystok.
La gmina couvre une superficie de 140,06 km2 pour une population de 5 019 habitants.

## Géographie
La gmina inclut les villages de Budy Żelazne, Budy-Kozłówka, Chludnie, Cwaliny Duże, Cwaliny Małe, Józefowo, Kąty, Kołaki-Strumienie, Kołaki-Wietrzychowo, Korzeniste, Krukówka, Mały Płock, Mściwuje, Nowe Rakowo, Popki, Rogienice Piaseczne, Rogienice Wielkie, Rogienice-Wypychy, Ruda-Skroda, Rudka-Skroda, Śmiarowo, Stare Rakowo, Waśki, Włodki, Wygrane et Zalesie.
La gmina borde les gminy de Kolno, Łomża, Nowogród, Piątnica, Stawiski et Zbójna.